# Щенсная, Моника
Моника Щенсная (пол. Monika Szczęsna; род. 20 декабря 1987, Сарнув, Силезское воеводство, Польша) — польская легкоатлетка, специализирующаяся в беге на 400 метров. Бронзовый призёр чемпионата Европы в помещении, чемпионка Универсиады (2015) в эстафете 4×400 метров.

## Биография
На протяжении 10 лет тренировалась и выступала на дистанциях 100 и 200 метров, однако добиться значимых успехов не получалось. По окончании сезона 2013 года планировала завершить карьеру из-за невысоких результатов и неопределённости с тренером (её наставник Лешек Дыя с осени 2012 года перешёл на работу в тренерский штаб сборной Польши по футболу). Чемпионат страны должен был стать последним стартом для Моники. В эстафете 4×400 метров её команда завоевала бронзовые медали, а она сама пробежала свой этап за 54,50. Этот результат не остался незамеченным: тренер Александр Матусиньский предложил Щенсной остаться в спорте и попробовать себя в беге на 400 метров.
Через полгода после смены специализация она добралась до финала чемпионата Польши, где финишировала 7-й. Зимой 2015 года установила личный рекорд для залов (53,78) и вошла в состав сборной Польши. В 27 лет Моника дебютировала на международной арене на чемпионате Европы в помещении, где сразу стала бронзовым призёром в эстафете 4×400 метров.
Завоевала бронзовую медаль на чемпионате мира по эстафетам 2015 года в дистанционной шведской эстафете 1200+400+800+1600 метров (выступала на 400-метровом этапе). Очередного успеха добилась спустя два месяца на летней Универсиаде, где стала чемпионкой в эстафете 4×400 метров.
Является выпускницей Академии физической культуры в Катовице.

## Основные результаты
| Год  | Турнир                       | Место проведения          | Дисциплина               | Место | Результат |
| ---- | ---------------------------- | ------------------------- | ------------------------ | ----- | --------- |
| 2015 | Чемпионат Европы в помещении | Прага, Чехия              | эстафета 4×400 м         | 3-е   | 3.31,90   |
| 2015 | Чемпионат мира по эстафетам  | Нассау, Багамские Острова | шведская эстафета 4000 м | 3-е   | 10.45,32  |
| 2015 | Универсиада                  | Кванджу, Южная Корея      | эстафета 4×400 м         | 1-е   | 3.31,98   |